# Browar Kasztelan

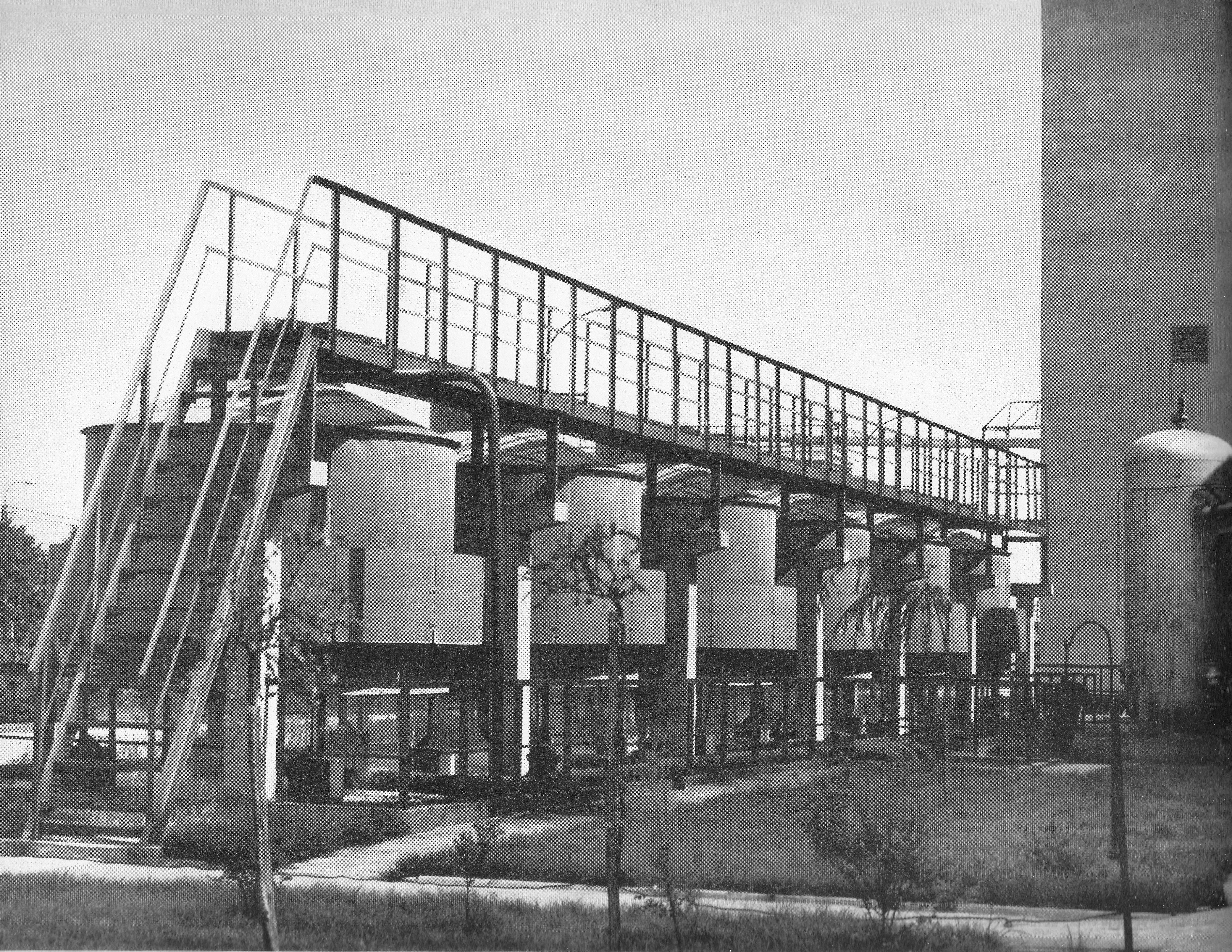
Browar w latach 70 XX w.

Browar Kasztelan – browar i słodownia w Sierpcu. Producent należy do grupy piwowarskiej Carlsberg Polska.

## Historia
Browar w Sierpcu powstał w latach 1969–1972. Słodownia przy zakładzie została zbudowana w latach 1974–1977.
Pierwsze piwo w browarze rozlano 21 lipca 1972 roku, w wigilię Narodowego Święta Odrodzenia Polski. W przeciągu następnych miesięcy zakład uzyskał pełną moc produkcyjną, która w latach 70. XX wieku wynosiła 350 tysięcy hektolitrów piwa rocznie i 50 tysięcy ton słodu. Przez wiele lat browar wykorzystywał na własne potrzeby jedynie 10% wyprodukowanego słodu, resztę eksportował do takich państw jak: Brazylia, Czad, Japonia, Izrael, Korea Południowa, Malezja, Niemcy, Nigeria, Wenezuela i Związek Radziecki.
Do 1991 roku browar w Sierpcu funkcjonował pod nazwą Zakład nr 5 i należał do Zakładów Piwowarskich w Warszawie. 21 stycznia 1991 roku został wyodrębniony jako samodzielne przedsiębiorstwo.
Na początku lat 90. XX w. w zakładzie produkcyjnym przeprowadzono gruntowną modernizację, która pozwoliła na zwiększenie mocy produkcyjnej. Browar warzył wówczas cztery marki: Pils, Jubileuszowe, Kasztelańskie oraz Sierpeckie.
W 1996 roku Państwowe Zakłady Piwowarskie w Sierpcu przekształcono w spółkę akcyjną, w której większościowy pakiet akcji posiadali pracownicy, a 30% inwestor strategiczny, którym był polonijny przedsiębiorca, Walter Kotaba. Do 1999 roku większościowy pakiet akcji uzyskał niemiecki koncern Bitburger Brauerei Th. Simon GmbH, który na początku XXI wieku odsprzedał swoje udziały kolejnemu koncernowi. W 2002 roku Browar Kasztelan wszedł w skład koncernu piwowarskiego Carlsberg.

## Produkty
| Marka                      | Gatunek piwa | Parametry                           |
| -------------------------- | ------------ | ----------------------------------- |
| Kasztelan Jasne Pełne      | lager        | alkohol: 5,7% obj. ekstrakt: 12,50% |
| Kasztelan Korzenne         | piwo smakowe |                                     |
| Kasztelan Mocne            | lager        | alkohol: 6,8% obj. ekstrakt: 14,60% |
| Kasztelan Niefiltrowane    | lager        |                                     |
| Kasztelan Niepasteryzowane | lager        | alkohol: 5,7% obj. ekstrakt: 12,50% |